# Dave Freeman Open 2022
Die Dave Freeman Open 2022 fanden vom 25. bis zum 27. Februar 2022 in San Diego statt. Es war die 64. Austragung dieser internationalen Meisterschaften im Badminton.

## Sieger und Platzierte
| Disziplin    | Gold                              | Silber                             | Bronze                                |
| ------------ | --------------------------------- | ---------------------------------- | ------------------------------------- |
| Herreneinzel | Fajari Yanto                      | Don Averia                         | Jacob Zhang                           |
| Herreneinzel | Fajari Yanto                      | Don Averia                         | Enrico Keoni Asuncion                 |
| Dameneinzel  | Megumi Taruno                     | Shriya Chockalingam                | Xin Huang                             |
| Dameneinzel  | Megumi Taruno                     | Shriya Chockalingam                | Natcha Saengchote                     |
| Herrendoppel | Khekwei Chua Syazmil Idham        | Rahmat Adianto Mark Shelley Alcala | William Hu Jacob Zhang                |
| Herrendoppel | Khekwei Chua Syazmil Idham        | Rahmat Adianto Mark Shelley Alcala | Derrick Ng Toby Ng                    |
| Damendoppel  | Kodi Lee Ashley Yang              | Adrienne Lin Kalea Sheung          | Carryssa Bun Mia Hundley              |
| Damendoppel  | Kodi Lee Ashley Yang              | Adrienne Lin Kalea Sheung          | Reanne Chan Zihan Xu                  |
| Mixed        | Mark Shelley Alcala Megumi Taruno | Jacob Zhang Esther Shi             | Sattawat Pongnairat Natcha Saengchote |
| Mixed        | Mark Shelley Alcala Megumi Taruno | Jacob Zhang Esther Shi             | Henry Tang Kodi Lee                   |